# Łabędziewo
Łabędziewo (deutsch Labendzowo, 1932 bis 1945 Schwanau) ist ein Ort in der polnischen Woiwodschaft Ermland-Masuren und gehört zur Gmina Reszel (Stadt- und Landgemeinde Rößel) im Powiat Kętrzyński (Kreis Rastenburg).

## Geographische Lage
Łabędziewo liegt nördlich des Widrinner Sees (polnisch Jezioro Widryńskie) in der nördlichen Mitte der Woiwodschaft Ermland-Masuren, sieben Kilometer südlich der einstigen Kreisstadt Rößel (polnisch Reszel) und 16 Kilometer südwestlich der heutigen Kreismetropole Kętrzyn (deutsch Rastenburg).

## Geschichte
Der kleine und vor 1785 Labendzöwen genannte Ort bestand ursprünglich aus ein paar kleinen Gehöften. 1874 wurde er in den neu errichteten Amtsbezirk Klawsdorf (polnisch Klewno) eingegliedert, der zum Kreis Rößel im Regierungsbezirk Königsberg (ab 1905: Regierungsbezirk Allenstein) in der preußischen Provinz Ostpreußen gehörte. Die Einwohnerzahlen Labendzowos betrugen: 1820 = 46, 1885 = 89, 1905 = 41, 1910 = 61.
Aufgrund der Bestimmungen des Versailler Vertrags stimmte die Bevölkerung in den Volksabstimmungen in Ost- und Westpreussen am 11. Juli 1920 über die weitere staatliche Zugehörigkeit zu Ostpreußen (und damit zu Deutschland) oder den Anschluss an Polen ab. In Labendzowo stimmten 40 Einwohner für den Verbleib bei Ostpreußen, auf Polen entfielen keine Stimmen.
Am 17. Oktober 1928 wurden die beiden Gutsbezirke Kattmedien (polnisch Kocibórz) und Legienen (Leginy) in die Landgemeinde Lebendzowo eingemeindet. Gleichzeitig wurde die Gemeinde Labendzowo in „Legienen“ umbenannt, während der Wohnplatz Labendzowo am 26. November 1932 die veränderte Ortsbezeichnung „Schwanau“ erhielt. Zuvor wurde die neu benannte Landgemeinde Legienen noch am 11. März 1930 in den Amtsbezirk Loszainen (polnisch Łężany) umgegliedert.
In Kriegsfolge kam 1945 das gesamte südliche Ostpreußen zu Polen. Mit ihm auch der dann mit polnischem Namen „Łabędziewo“  benannte Weiler (polnisch Osada). Heute ist er eine Ortschaft innerhalb der Stadt- und Landgemeinde Reszel (Rößel) im Powiat Kętrzyński (Kreis Rastenburg), bis 1998 der Woiwodschaft Olsztyn, seither der Woiwodschaft Ermland-Masuren zugehörig.

## Kirche
Bis 1945 war Labendzowo resp. Schwanau in die evangelische Kirche Rößel in der Kirchenprovinz Ostpreußen der Kirche der Altpreußischen Union eingepfarrt. Heute gehört der Ort zur evangelischen Johanneskirche Kętrzyn innerhalb der Diözese Masuren der Evangelisch-Augsburgischen Kirche in Polen.
Katholischerseits gehört Łabędziewo wie vor 1945 zur Pfarrei St. Maria Magdalena in Leginy im heutigen Erzbistum Ermland in der polnischen katholischen Kirche.

## Verkehr
Łabędziewo liegt östlich der Woiwodschaftsstraße 590 und ist auf der Höhe von Leginy über eine Stichstraße zu erreichen. Einen Bahnanschluss gibt es nicht.